# Limnephilus sackeni
Limnephilus sackeni là một loài Trichoptera trong họ Limnephilidae. Chúng phân bố ở miền Tân bắc.